# پروگرس (فضاپیما)
پروگرس (روسی: Прогресс) گونه‌ای از فضاپیمای باربری یک‌بارمصرف روسی است.
فضاپیماهای باربری پروگرس از سال ۱۹۷۸ و به دنبال در مدار قرار گرفتن ایستگاه فضایی سالیوت-۶ که به دو لنگرگاه مجهز بود، برای رساندن سوخت، غذا، لوازم یدکی و دیگر وسایل مورد نیاز فضانوردان به کار گرفته شد. این ناو که بر پایه سفینه‌های سایوز ساخته شده، می‌تواند تا حدود سه تن بار را به مدار زمین ببرد. با بکارگیری ناو باربری پروگرس، روس‌ها توانستند کار تدارکات و ارسال مواد مورد نیاز فضانوردان ساکن ایستگاه‌های فضایی را به طور مرتب صورت دهند و به این ترتیب فضانوردان ایستگاه‌های مداری سالیوت و بعد از آن مجتمع مداری میر، رکوردهای جدیدی از طول مدت اقامت در فضا را به دست آوردند که بالاترین آنها ۴۳۷ شبانه روز بود.
از سال ۱۹۷۸ تاکنون حدود ۱۴۰ ناو باربری پروگرس کار تجهیز و تدارکات ایستگاه‌های فضایی سالیوت، میر و ایستگاه فضایی بین‌المللی را بر عهده داشته‌اند.